# プリズン・エンジェル/女囚たちの夜
『プリズン・エンジェル/女囚たちの夜』（原題：Caged Fury）は、1983年の映画『美女10人大脱走』（原題は同じ『Caged Fury』）を1989年にリメイクした作品。
囚人全員がランジェリー姿のモデルである女子刑務所からの脱走を決意した囚人たちを描いた女囚映画。ビル・ミリングが監督を務め、エリック・エストラーダ、リチャード・バラシー、ジェームズ・ホンが出演している。

## あらすじ
レズビアンの所長が早期仮釈放のために異常な要求をする女子刑務所で、刑務所生活での不満から騙されて投獄されたキャットたちは大胆な脱獄計画を立てる。

## キャスト
- キャシー・"キャット"・コリンズ - ロザンナ・マイケルズ：ハリウッドを夢見て、大都会へ出てきた女の子
- ヴィクター - エリック・エストラーダ：キャットの恋人
- ランドール・ストーナー刑事 - ジェームズ・ホン
- 看守長 - ポール・L・スミス

## 公開

### ホームビデオ
本作は、2012年6月28日にMGM（21st Century Corporationの作品所有者）の限定版コレクションのひとつとして、MOD DVD形式でAmazonで購入することが出来る。また、Blu-rayはShout! Factoryより2018年5月8日に発売された。